# Place de la Trinité (Toulouse)
Pour les articles homonymes, voir Place de la Trinité.
La place de la Trinité (en occitan : plaça de la Trinitat) est une place de Toulouse, chef-lieu de la région Occitanie, dans le Midi de la France. Elle se situe au nord du quartier des Carmes, dans le secteur 1 - Centre.
Cette petite place triangulaire n'a été aménagée qu'au cours du XIXe siècle. Elle se situe à l'emplacement d'un important carrefour de la ville romaine de Tolosa, puisque c'est là que se trouvait le croisement du cardo maximus et du decumanus maximus, et donc le cœur de la cité. Elle reste, au Moyen Âge, une place importante qui bénéficie de l'activité de la Grand-rue, qui va de la place du Salin à la place du Capitole : artisans, marchands et capitouls s'y installent jusqu'au XVIIIe siècle. Dégagée par l'architecte de la Ville Jacques-Pascal Virebent en 1820 et ornée d'une fontaine par l'architecte Urbain Vitry, elle voit la plupart de ses immeubles réaménagés au XIXe siècle et offre de belles façades, telle la maison Lamothe. Rendue piétonnière dans les années 1990, bordée de cafés qui y installent leurs terrasses, c'est une des places les plus agréables de la ville.

## Situation et accès

### Description
La place a la forme d'un triangle dont le plus grand côté est au sud et qui est bordé à l'ouest par la rue des Filatiers. Le sommet nord donne naissance à la rue des Changes et reçoit la rue des Marchands de l'ouest. Du sommet est naît la rue de la Trinité, tandis que, du sommet sud, elle reçoit la rue du Coq-d'Inde.

### Voies rencontrées
La place de la Trinité rencontre les voies suivantes, dans l'ordre des numéros croissants :
1. Rue des Marchands,
2. Rue des Changes,
3. Rue de la Trinité,
4. Rue des Filatiers,
5. Rue du Coq-d'Inde.

## Odonymie

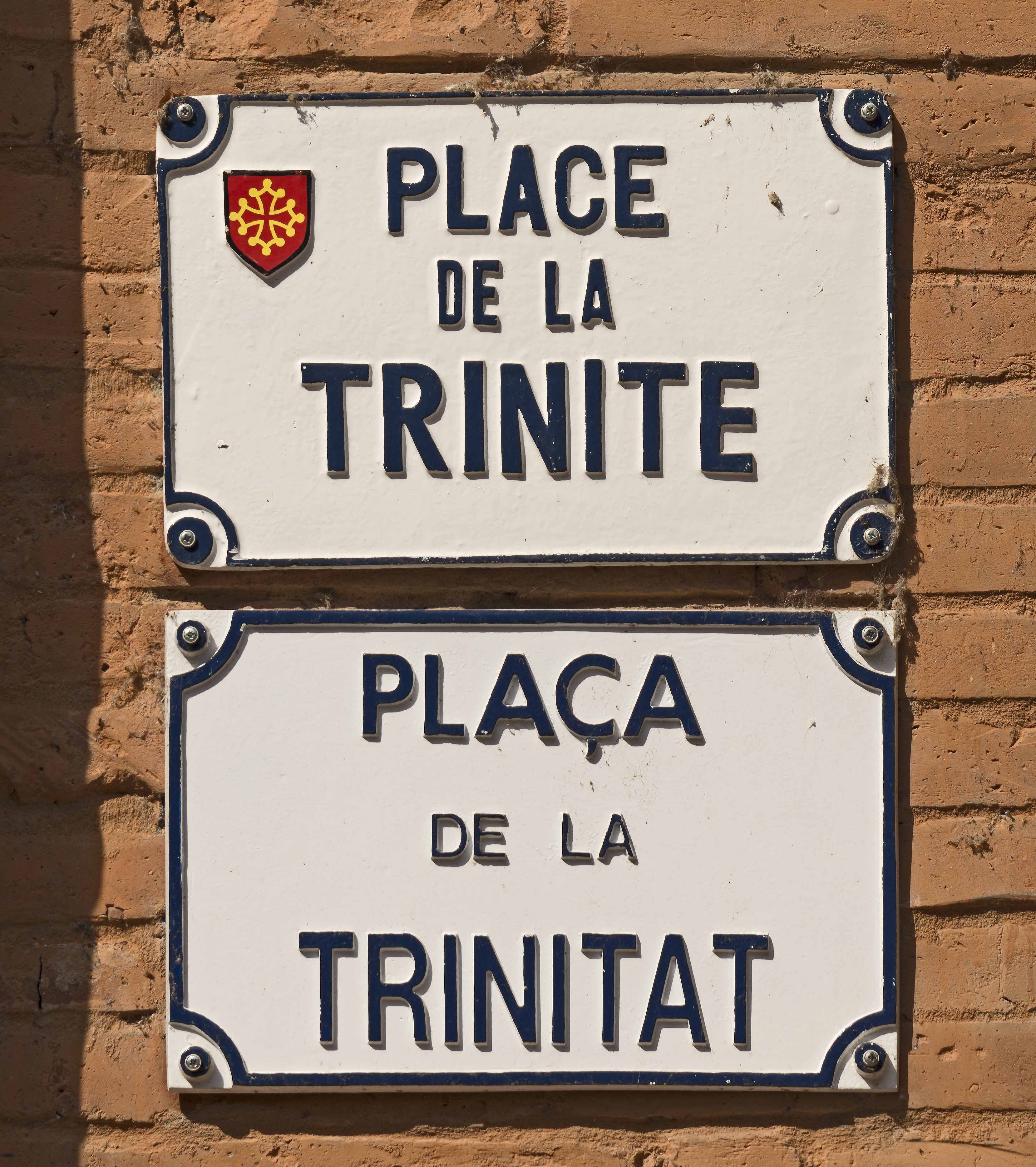
Plaques de rue en français et en occitan.

La place de la Trinité tient son nom des moines trinitaires, qui établirent au XIVe siècle leur couvent à l'emplacement des actuels no 8 et 8 bis de la rue de la Trinité, avant de disparaître en 1790, à la suite de la suppression des congrégations religieuses par la Révolution française.
Il n'existait, depuis le Moyen Âge, qu'une petite place, simple carrefour élargi, au croisement des rues des Filatiers, de la Trilhe (actuelle rue de la Trinité), des Changes et des Marchands, désignée comme place de la Trilhe ou de la Trilhe-de-Rouaix. À partir du XVIe siècle, la place, comme la rue de la Trilhe, prend le nom de la Trinité. En 1794, pendant la Révolution française, on lui donne le nom de place du Contrat-Social, mais il ne subsiste que quelques mois.
La place actuelle occupe l'emplacement d'un moulon détruit en 1820 afin d'agrandir la petite place, situé entre trois rues : la rue des Filatiers, à l'ouest, la rue de la Trinité, au nord, et la rue des Sémaliers, au sud. Cette dernière rue, aujourd'hui disparue, tirait son nom des sémaliers (semalièrs en occitan), artisans fabricants de comportes (ou « sémales », semals en occitan). Au XVIIIe siècle, le nom des sémaliers fut altéré en rue des Semailles. En 1794, pendant la Révolution française, cette dernière rue fut brièvement renommée rue de la Célébrité.

## Histoire

### Antiquité
Au Ier siècle, la cité romaine de Tolosa s'organise autour de deux grands axes, le cardo maximus, qui correspond approximativement aux rues des Filatiers et des Changes, et le decumanus maximus. Le croisement de ces deux rues, qui se situe approximativement au nord de l'actuelle place de la Trinité, marque le centre de la ville. Au nord-est de ce croisement, à l'emplacement de l'actuelle place Esquirol, se trouve le forum, où l'on trouve les édifices importants de la vie sociale.

### Moyen Âge
Au Moyen Âge, la place de la Trinité, alors appelée place de la Trilhe, appartient pour le côté nord au capitoulat de la Pierre et pour le côté sud, au capitoulat de Saint-Barthélémy. Le côté ouest de la place dépendait en revanche du capitoulat du Pont-Vieux. Elle n'occupe alors qu'un espace réduit, au carrefour des rues des Filatiers, des Changes et des Marchands et de la Trilhe. Elle a, en son centre, une petite fontaine.
Les artisans sont nombreux à avoir leur boutique dans les rues voisines : dans la rue de la Trilhe ou des Sarraliers (côté nord de la place actuelle), des serruriers (ou « sarraliers »), des ferronniers (ou « ferratiers ») et des flessadiers, c'est-à-dire des fabricants de couvertures en laine (en occitan toulousain : flessados), dans la rue des Filatiers (côté ouest de la place actuelle), des fileurs de lin, et dans rue des Sémaliers (côté sud de la place actuelle), des fabricants de comportes ou « sémales ». Ces artisans établissent leur chapelle dans l'église Saint-Victor, établie au croisement des rues des Sarraliers et des Sémaliers (emplacement de l'actuel no 8) : la confrérie des sarraliers et la confrérie des sémaliers s'y réunissent régulièrement.
En 1359, lors de la Guerre de Cent Ans, le monastère des moines trinitaires, établis hors les murs près du Château narbonnais depuis le XIIIe siècle, est détruit par les armées du Prince noir et ils reçoivent l'autorisation de s'établir dans la ville, rue de la Trilhe. Le 23 janvier 1362, le chapitre de la cathédrale Saint-Étienne leur cède l'église Saint-Victor et leur vend la maison de Jean de Roaix, saisie après la condamnation de ce dernier pour hérésie. Les moines trinitaires sont alors spécialisés dans le rachat des captifs aux barbaresques.

### Époque moderne
Le 7 mai 1463, un incendie se déclare dans une boulangerie voisine, à l'angle des rues des Chapeliers (actuelle rue du Languedoc) et Maletache. Ce grand incendie provoque des destructions extrêmement importantes dans toute la ville. Les Trinitaires souffrent gravement de l'incendie qui les ruine presque complètement. Grâce à la charité publique, ils font cependant rebâtir leur couvent, puis l'église Saint-Victor, qui est à nouveau consacrée en 1511 sous le vocable de la Sainte-Trinité. L'ampleur des destructions, à la suite des incendies, permet cependant aux élites locales de réunir de vastes emprises foncières pour faire bâtir leurs hôtels particuliers et, au cours du XVIe siècle, les différentes catégories d'artisans disparaissent. Ils sont remplacés par des familles de marchands aisés, qui accèdent parfois au capitoulat, comme Jean Vidal, marchand et capitoul en 1520-1521, qui fait construire un hôtel (actuel no 5), ou Arnaud Ségla, marchand et capitoul en 1565-1566 (actuel no 8).

### Période contemporaine
La Révolution française amène des changements. En 1790, l'ordre de la Trinité est dissous et le monastère des Trinitaires fermé, tandis que les bâtiments deviennent biens nationaux : l'église Saint-Victor et le cloître sont rachetés par les citoyens Lamarque et Bories. Mais l'église menaçant ruine, ces derniers décident de la détruire en 1798. Pendant la Terreur, entre 1793 et 1794, plusieurs parlementaires toulousains sont inquiétés : David Manent, avocat et capitoul de 1786 à 1790, habitant d'un hôtel particulier (actuel no 59), est arrêté le 22 avril 1794 et emprisonné dans la prison des Carmélites. La même année, la rue de la Trinité est quelque temps renommée rue du Contrat-social, celle des Sémaliers rue de la Célébrité et celle des Filatiers rue de la Liberté.
Les travaux d'élargissement se poursuivent au XIXe siècle et amènent de nouvelles destructions, afin de dégager la place de la Trinité. Il s'agit d'élargir ce carrefour très encombré, au croisement de l'axe ouest-est, entre la place du Pont-Neuf et la porte Saint-Étienne d'un côté, et nord-sud, entre la place du Capitole et celle du Salin. En 1820, l'architecte de la ville, Jacques-Pascal Virebent, obtient de la municipalité que soit rasé le moulon où se trouvait le monastère des Trinitaires, afin de dégager une place avec fontaine. 
En 1824, la municipalité lance un concours pour la fontaine qui doit orner la nouvelle place : le sujet est pris au sérieux, car il s'agit de la première fontaine monumentale de la ville. À ces considérations esthétiques s'ajoutent des aspects pratiques, liés aux questions de l'hygiène et de l'alimentation en eau potable du quartier. On est justement en train de construire au cours Dillon, sur les plans de l'architecte Jean-Antoine Raynaud, le Château d'eau qui doit alimenter les fontaines et les bornes-fontaines de la ville. Ce sont pas moins de 45 projets qui sont présentés, dont un de Jean-Antoine Raynaud, deux d'Urbain Vitry et un d'Auguste Virebent, fils de Jacques-Pascal Virebent. La commission sélectionne les deux projets d'Urbain Vitry et celui du jeune Auguste Virebent, mais le conseil municipal, qui est en froid avec son père, qui cherche à l'imposer pour lui succéder, rejette son projet, comme il le fait aussi pour la place des Carmes et celle d'Angoulême. C'est donc l'un des projets d'Urbain Vitry qui est choisi et qui, légèrement modifié (les sirènes devaient être en marbre), est inauguré en 1826,.
Dans le même temps, les propriétaires des immeubles qui bordent la place font élever de nouvelles façades dans le goût de l'époque. En 1824 est élevée, dans un style néo-classique influencé par la Renaissance italienne, la maison Lamothe (actuel no 57 rue des Filatiers), sur les plans de l'architecte Urbain Vitry. En 1883, l'architecte Timothée Escach rassemble deux immeubles anciens des XVIIe et XVIIIe siècles derrière une nouvelle façade éclectique (actuel no 5-7). À la fin du siècle, un nouvel immeuble est construit pour M. Nicollet, dans un style influencé par l'Art nouveau (actuel no 6). Autour de ce carrefour très animé, l'activité commerciale se renforce. Les premiers grands magasins de la ville, véritables bazars où se vendent les nouveautés, ouvrent sur la place ou dans les rues voisines, comme la rue de la Trinité, où s'ouvrent en 1835 les Grands magasins Lapersonne (actuel no 15 rue de la Trinité), en 1878 le bazar Parisien (actuel no 8 rue de la Trinité), en 1910 les établissements Yarz (actuel no 10-12 rue de la Trinité), et la rue des Marchands où se trouve depuis 1865, « le magasin de nouveautés le plus important et le plus vaste du Midi », la maison Huc (actuel no 32 rue des Marchands et no 9-11 rue du Coq-d'Inde). . 

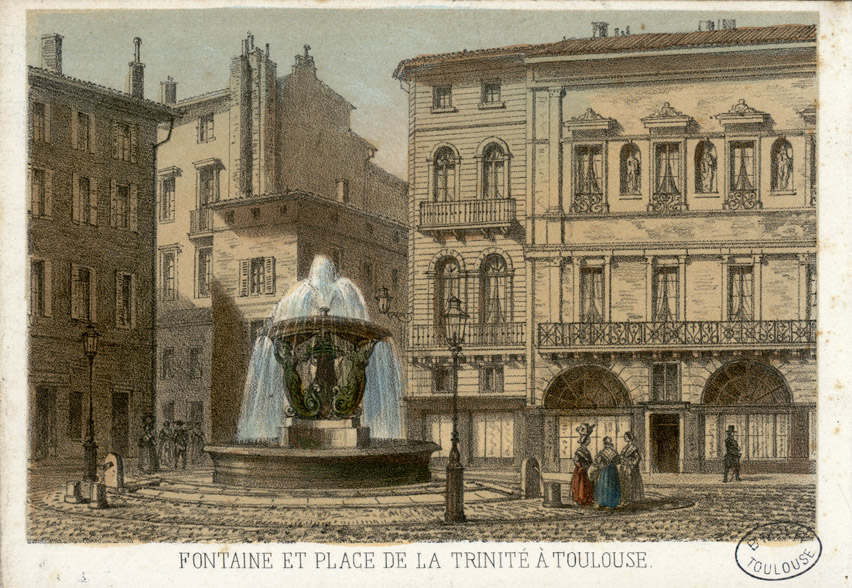
« Fontaine et place de la Trinité à Toulouse » (lithographie de Charles Mercereau, milieu du XIXe siècle).
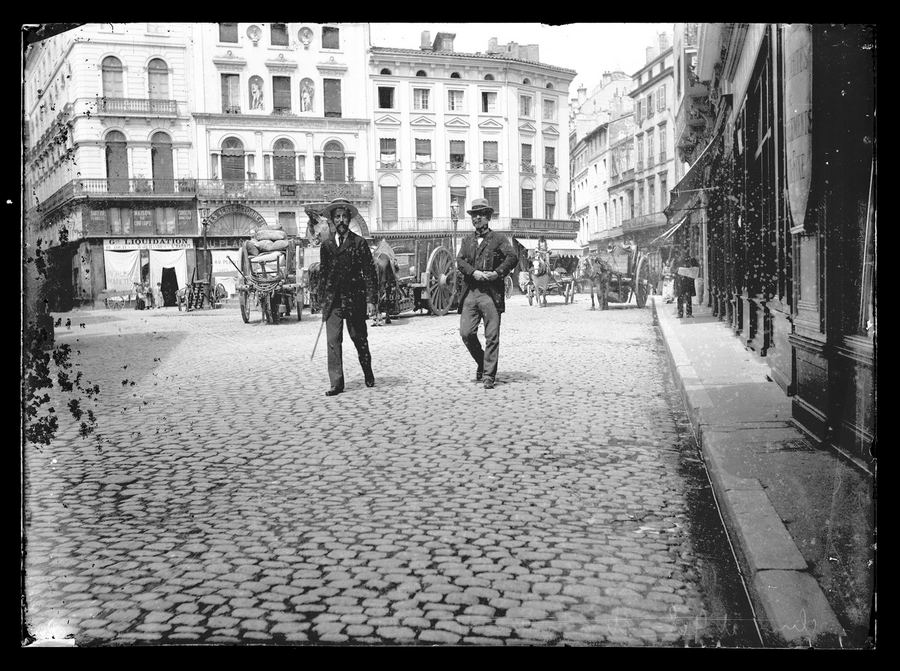
Vue de la place (photographie d'Eugène Trutat, 1893).
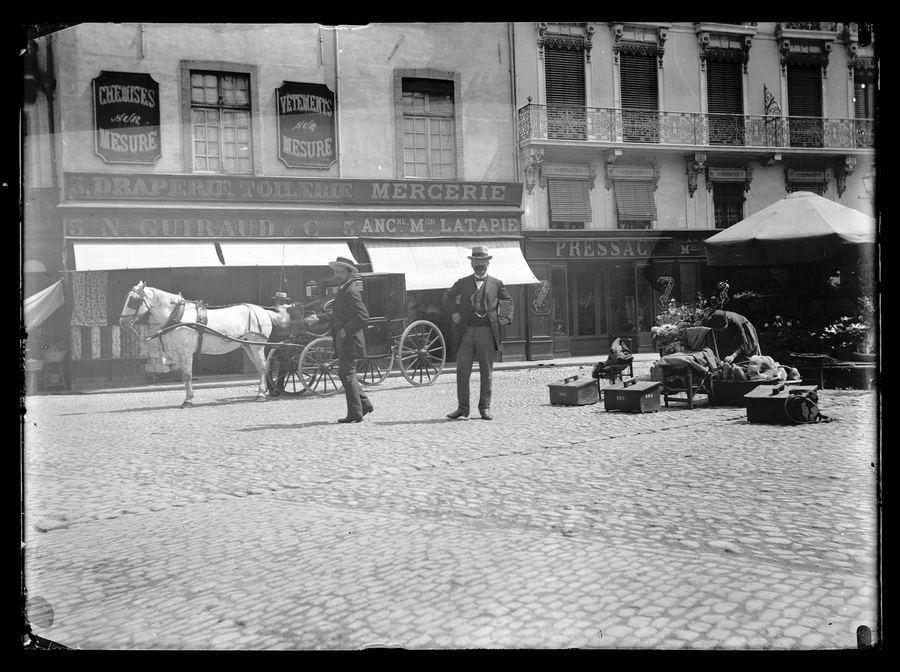
Vue des n° 3 et 5 de la place (photographie d'Eugène Trutat, 1893).

Après la Seconde Guerre mondiale, la place reste un carrefour et un lieu animé. Elle est bordée de plusieurs cafés et bars, alignés le long du côté sud, tels que l'Échanson, le Trinity's ou le Picadilly, ouverts dans les années 1960,. Dans les années 1990, la place bénéficie d'un programme de réaménagement et de piétonnisation, dans le cadre du projet d'embellissement du centre-ville. Depuis 2005, où un premier bal traditionnel est organisé par une association toulousaine, la place accueille régulièrement ce type de manifestation, particulièrement en été.

## Patrimoine

### Immeubles

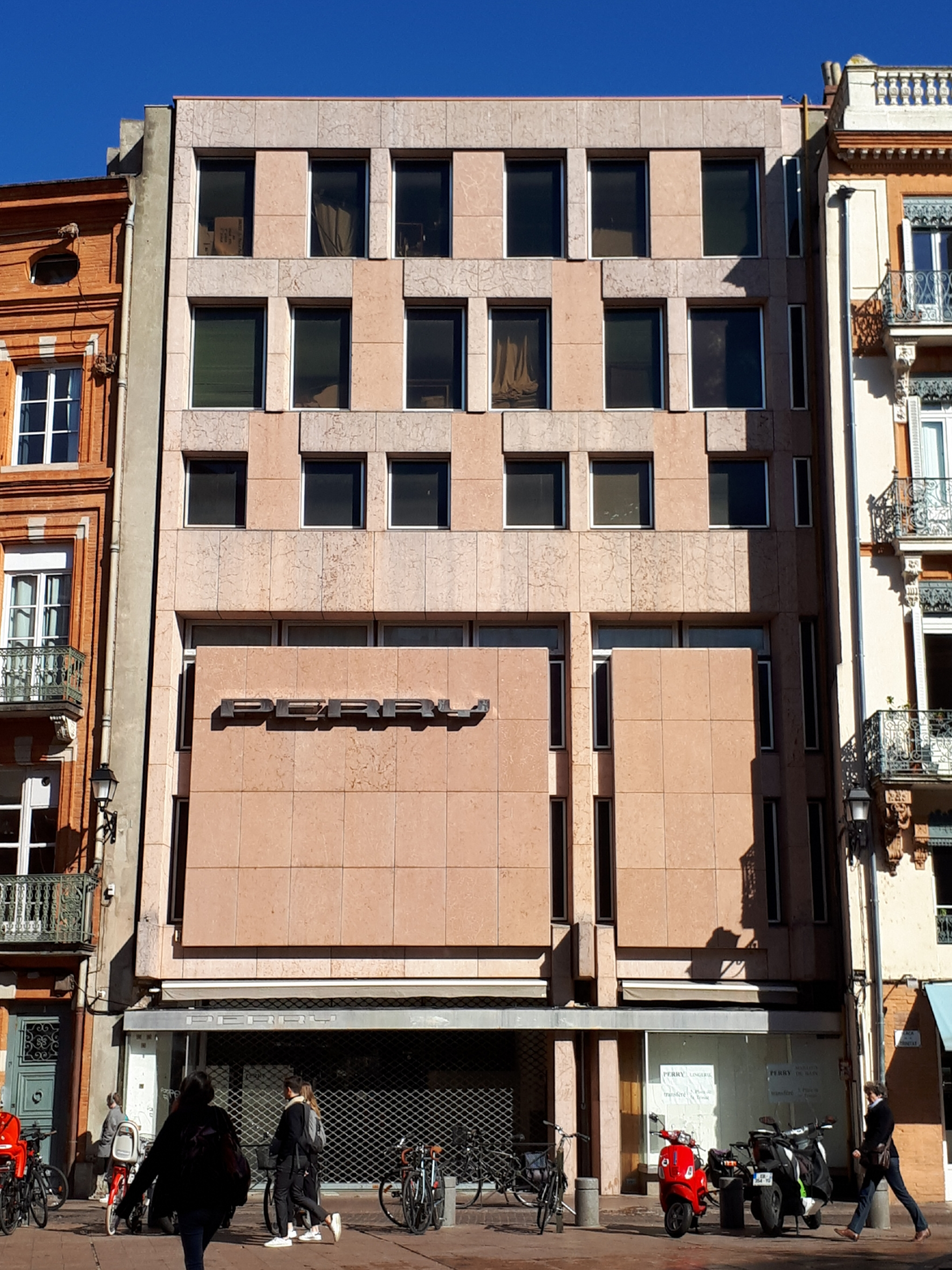
La façade de l'immeuble Perry.

- no  3 : immeuble Perry.  Patrimoine XXe siècle (2017)[25]. 
Le magasin Perry, une entreprise toulousaine de lingerie, est construit entre 1965 et 1968 sur les plans de l'architecte Bernard Bachelot, entre la place Étienne-Esquirol et la place de la Trinité. Sur cette dernière, la façade s'élève sur cinq étages. Elle animée par un jeu de dissymétrie des ouvertures selon les niveaux. Elle est habillée de plaques de marbre rose de Vérone lisses ou striées, dont la couleur évoque la brique toulousaine[26],[27].

- no  6 : immeuble Nicollet. 
L'immeuble actuel est élevé en 1900 à l'emplacement d'une construction plus ancienne, dont un corps de bâtiment en fond de cour a conservé son escalier du XVIIIe siècle. Un nouvel immeuble est élevé à l'angle de la rue des Filatiers par l'architecte Georges Masquet, pour le compte d'un avocat, A. Nicollet. Le 1er étage était dévolu à l'étude de M. Nicollet, tandis que les étages supérieurs étaient utilisés pour sa famille. La façade, qui conserve la sobriété des constructions néo-classiques haussmanniennes, est animée par les fantaisies de l'Art nouveau qui se retrouvent particulièrement sur l'oriel. 
Sur la place de la Trinité, la façade est traitée en bossage continu. Le rez-de-chaussée est ouvert par deux grandes ouvertures de boutiques rectangulaires qui encadrent la porte. Elle porte une agrafe ornée de feuillages et d'un cuir découpé où s'inscrivent les initiales du propriétaire RN. Aux étages, les fenêtres ont des balconnets en pierre, soutenus de petites consoles et dotés de garde-corps en fonte ornés de motifs géométriques et végétaux. Un jeu de dissymétrie est apporté par le bow-window, qui se développe sur la travée de gauche des 1er et 2e étages. En structure métallique, il repose sur un socle en pierre orné d'un panache de feuilles d'acanthe. Il est orné de vitraux dus au verrier Louis-Victor Gesta, de style Art nouveau, qui ont un décor végétal et animal. Au 2e étage, la salle à manger a de plus conservé un meuble de style Art nouveau, réalisé sur-mesure. L'élévation de l'immeuble est couronnée d'une corniche à modillons[28],[29].

- no  57 rue des Filatiers : maison Lamothe.  Inscrit MH (1946, façade sur la place)[30]. 
L'immeuble est construit en 1824 pour M. Lamothe, au moment où on dégage la place de la Trinité. Il serait dû à l'architecte Urbain Vitry et il est représentatif de l'architecture néo-classique toulousaine de la première moitié du XIXe siècle. Les éléments de décor en terre cuite viennent de la manufacture Fouque et Arnoux, tandis que les statues sont l'œuvre du sculpteur Louis-Alexandre Romagnesi. 
L'immeuble présente une façade monumentale, qui s'élève sur trois étages et un comble à surcroît. Au rez-de-chaussée, la porte est encadrée par deux grandes arcades de boutiques en plein-cintre qui englobent l'entresol, traité en bossage. Les ouvertures ont des garde-corps en fonte à simples croix de Saint-André. Le 1er étage est ouvert par trois serliennes, à pilastres et colonnes à chapiteaux doriques. Elles sont séparées par des pilastres à chapiteaux ioniques, qui supportent un entablement orné d'une frise de rinceaux en terre cuite. Le balcon continu a un garde-corps en fonte, à croix de Saint-André avec des motifs de palmes et de têtes de Mercure, surmontés d'une grecque. Au 2e étage, les fenêtres sont surmontées d'une frise ornée de palmettes, d'une corniche moulurée et d'un amortissement composé de volutes à fleurons et d'une tête de lion. Elles sont séparées par deux niches qui abritent deux statues, allégories du commerce : Mercure casqué tenant une ancre et Cérès tenant une corne d'abondance. Au 3e étage, les fenêtres carrées ont de petits garde-corps en fonte. Elles sont séparées par deux niches rondes ornées de deux bustes : un faune et une femme couronnée. La façade est surmontée par un attique et un portique à colonnes doriques[31].

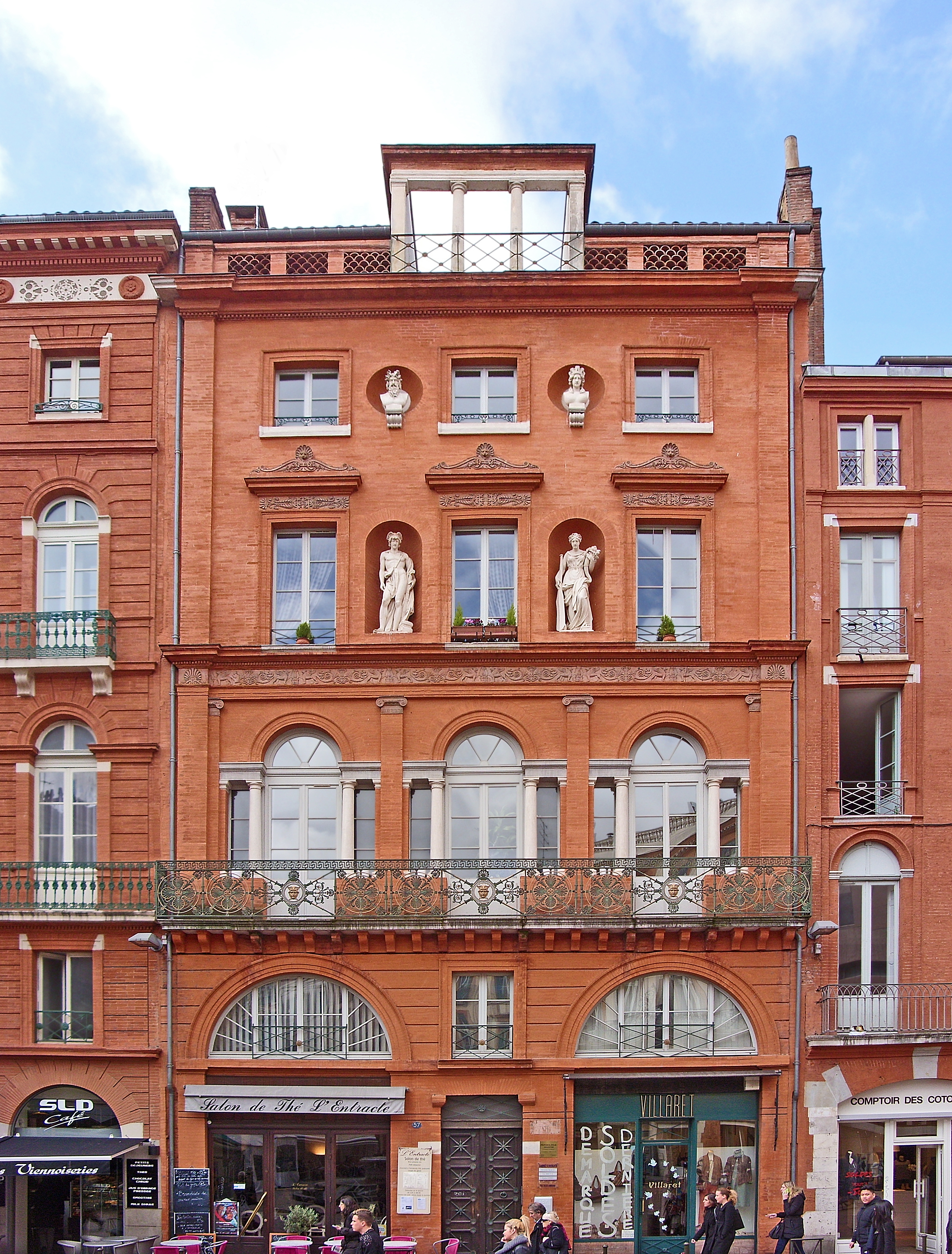
La façade de la maison Lamothe.
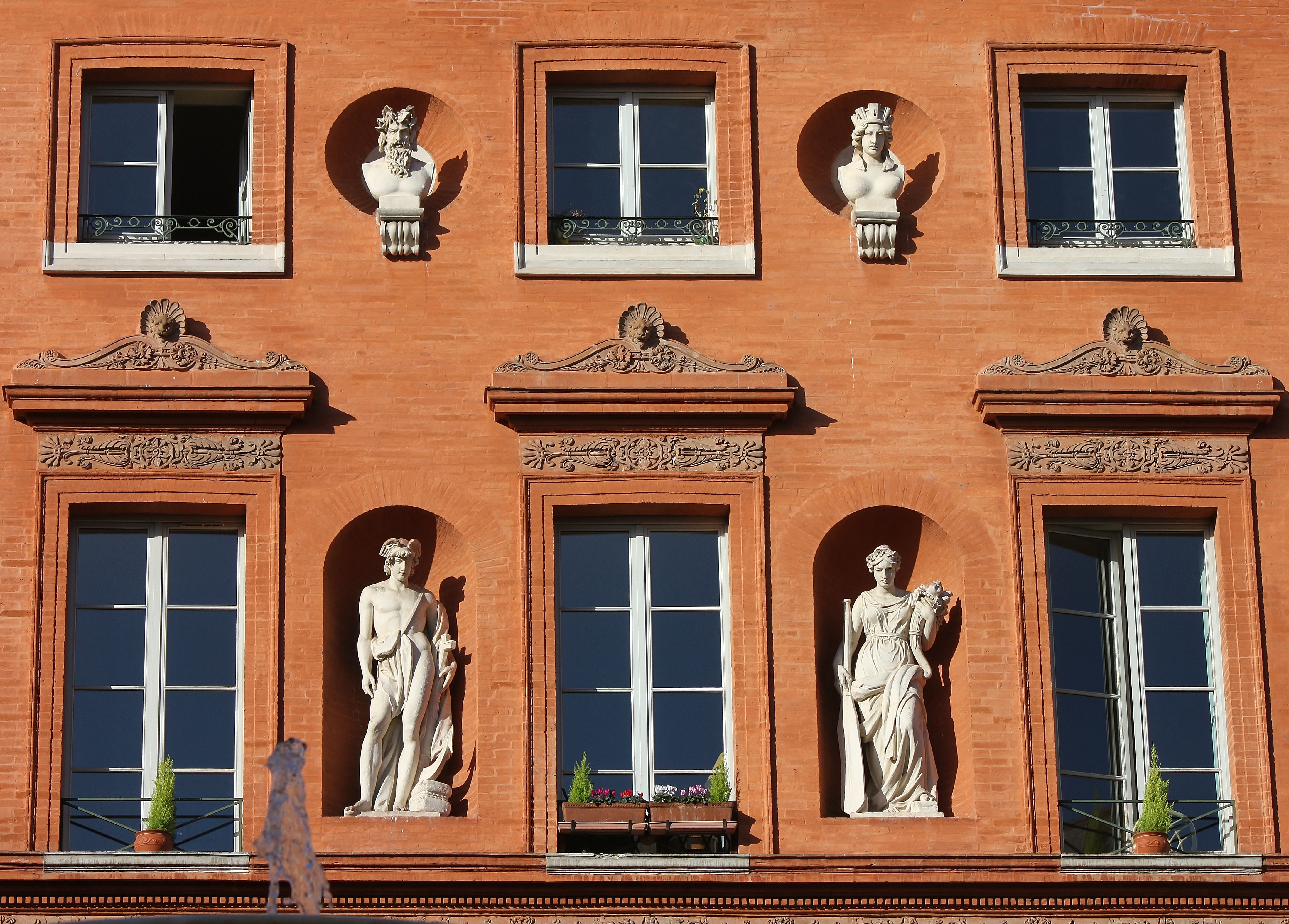
Détail des deux premiers étages.
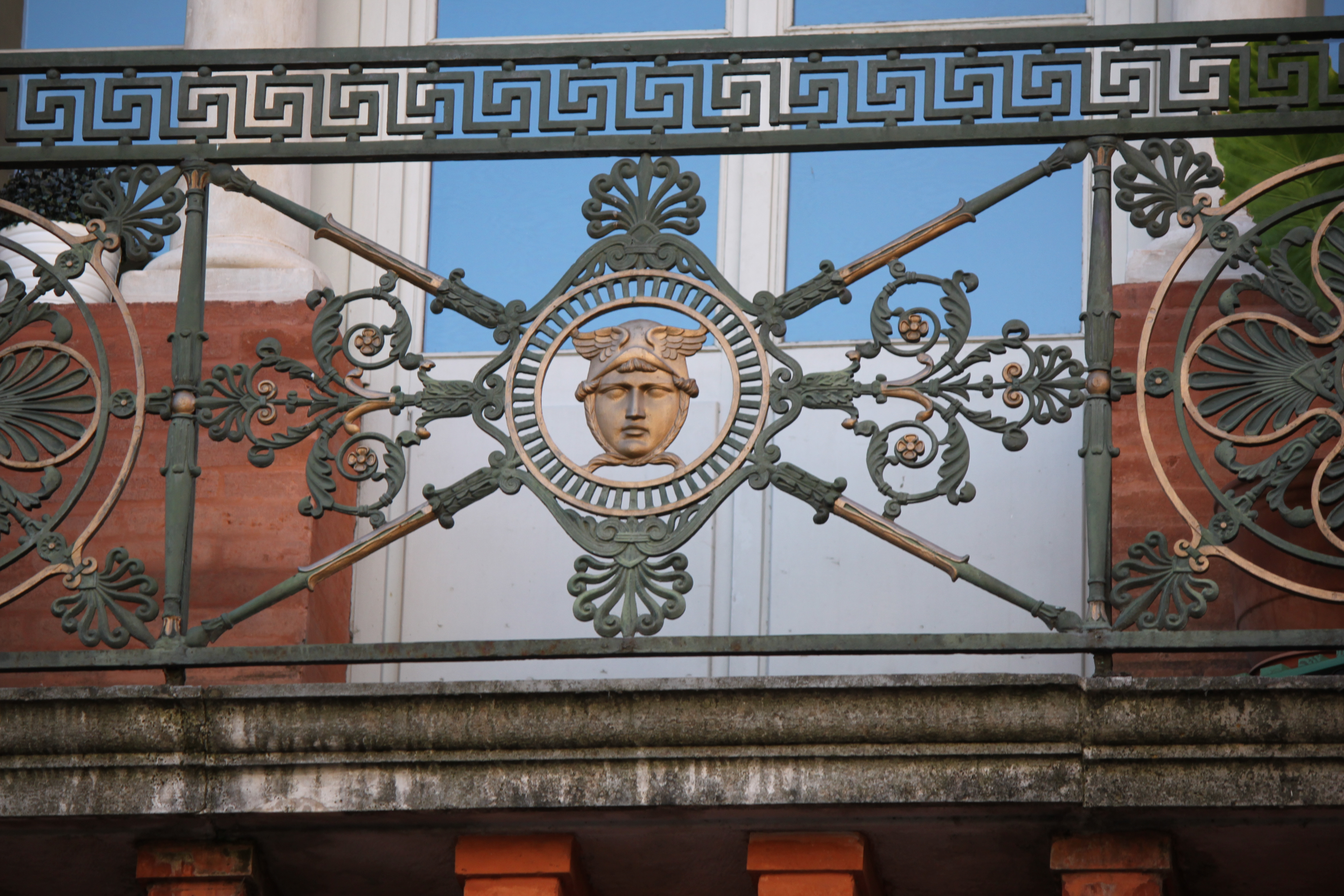
Détail du garde-corps du balcon.

### Fontaine de la Trinité
Inscrit MH (1946).

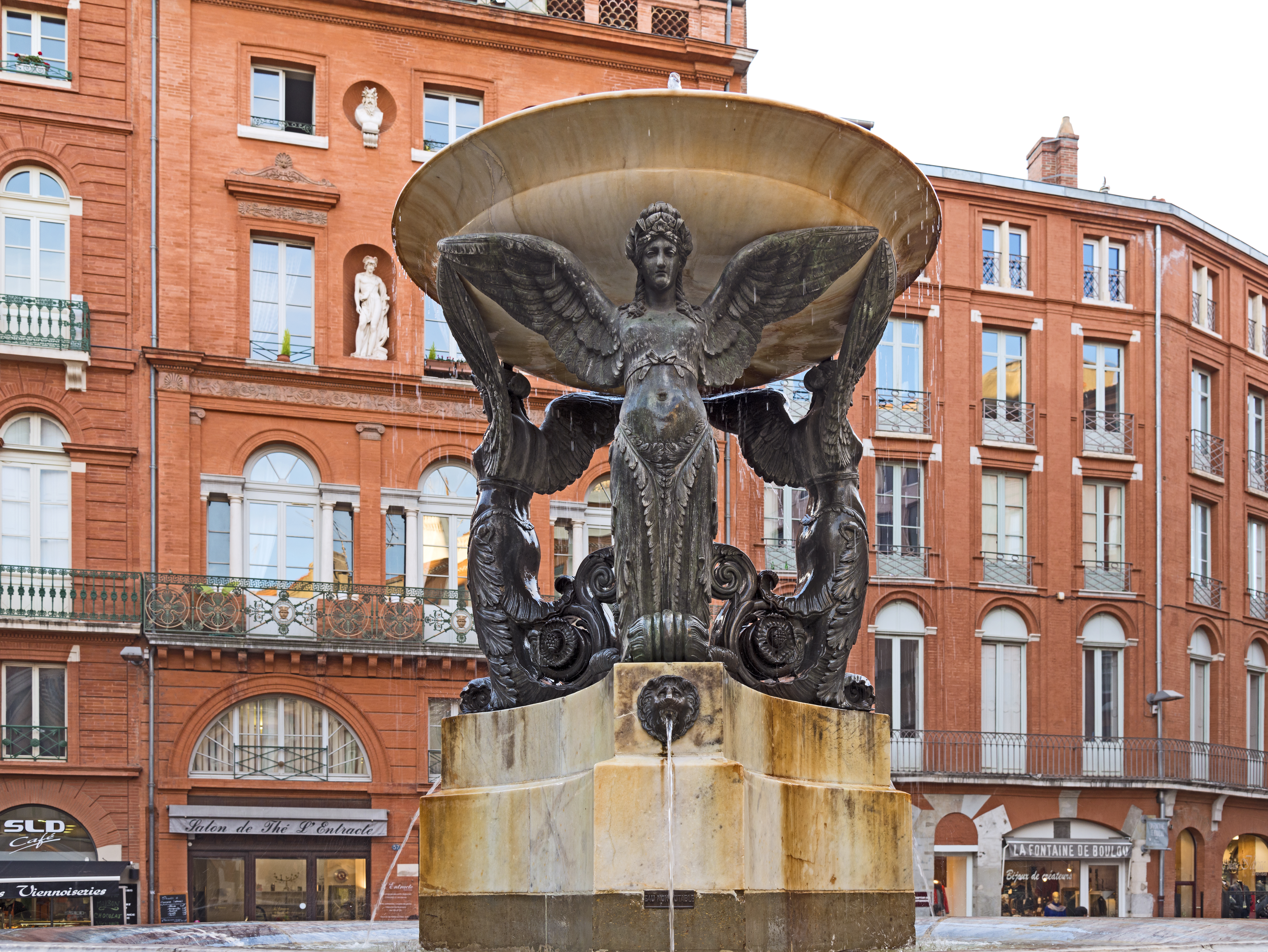
La fontaine de la Trinité.

La fontaine de la Trinité est la première fontaine monumentale voulue par la municipalité toulousaine au début du XIXe siècle. Son édification répond à des considérations tant esthétiques – c'est la première fontaine à gerbes d'eau de la ville – que pratiques – alimenter en eau potable un des quartiers les plus denses de la ville, grâce à l'alimentation du Château d'eau, dont les travaux commencés en 1821 sont achevés en 1825. C'est l'architecte toulousain Urbain Vitry qui remporte le concours lancé en 1824. Il s'adjoint les services de deux artistes parisiens, le fondeur Raurio et le sculpteur Louis-Alexandre Romagnesi. La fontaine est inaugurée en 1826. Elle a bénéficié de plusieurs restaurations, entre 1842 et 1853, puis en 1966. 
On accède à la fontaine par un socle de trois marches en pierre de Carcassonne. Les trois bornes-fontaines qui entourent le monument permettaient de distribuer l'eau aux habitants du quartier. La vasque circulaire en marbre gris mesure 5 mètres de diamètre. Au milieu du bassin s'élève un socle triangulaire aux pans incurvés en marbre de Saint-Béat, sur lequel se dressent trois sirènes ailées en bronze, qui supportent une vasque du même marbre de 2,10 mètres de diamètre. Cette dernière repose également sur un balustre central. Un jet d'eau s'élance du bassin, y retombe et l'eau est ensuite rejetée dans le bassin inférieur par trois têtes de lion en bronze..

## Dans la littérature
- Place de la Trinité est un roman d'Alain Monnier, publié par Flammarion en 2012  (ISBN 978-2-08-127140-1)[34].